# Horse TV
Horse TV è un'emittente televisiva italiana, totalmente dedicata al mondo del cavallo, nata nel 2010 da un'idea di Luca Panerai.

## Storia
Il canale inizia le sue trasmissioni nell'aprile 2010 con il nome di ClassHorseTV.
Emittente ufficiale degli eventi e delle competizioni FEI e FISE, ClassHorseTV trasmette il meglio delle più grandi competizioni ippiche internazionali e nazionali.
Horse TV è visibile sul satellite in HD. Fino al 4 gennaio 2011 il canale è stato visibile nel mux TivuItalia.
Il 25 dicembre 2013 il canale torna a trasmettere sul digitale terrestre attraverso i mux locali.
Nel gennaio 2016 esce dalla numerazione Tivùsat, rientrandoci il 26 maggio 2016.
Il 14 marzo 2019 Class Horse TV lascia Tivùsat e il digitale terrestre per passare su Sky come canale a pagamento, iniziando a trasmettere solamente in HD con la denominazione attuale.
Il 23 dicembre 2020 Horse TV HD abbandona la piattaforma satellitare a pagamento Sky, cessando temporaneamente le trasmissioni. Sempre lo stesso giorno ne fa ritorno, rimanendo sempre sulla LCN 221, ma con disponibilità anche in chiaro sul satellite. Contestualmente il canale cambia anche logo.
Dal 19 al 27 gennaio 2021 il canale effettua dei test, diventando visibile a caso in chiaro o criptato, mentre dal 28 gennaio seguente viene nuovamente codificato in NDS e visibile solo su Sky alla LCN 221.
Il 22 aprile 2021 Horse TV HD fa ritorno sulla piattaforma Tivùsat, questa volta alla LCN 444.

## Programmi
- LIVE FEI Nations Cup
- LIVE Longines FEI World Cup Jumping
- LIVE Reem Acra FEI World CUp Dressage
- LIVE Fieracavalli Verona
- LIVE CSI 5* San Patrignano
- LIVE CSIO Piazza di Siena
- LIVE CHIO Aachen
- LIVE Final Top ten IJRC
- Audu Polo Gold Cup Circuit
- Hsbc FEI Classics
- Global Champions Tour
- Toscana Tour
- CSI 3* Bagnaia
- Saut Hermès
- CSI 5* Basel
- Gucci Masters
- Marche Endurance Lifestyle